# سوزان ماسكارين
سوزان ماسكارين (بالإنجليزية: Susan Mascarin)‏ مواليد 28 يونيو 1964 في ديترويت، هي لاعبة كرة مضرب أمريكية سابقة. كما أنها إحدى بطلات الجراند سلام.

## بطولات حققتها
- بطولة أمريكا المفتوحة للتنس

## نهائيات جولة رابطة محترفات التنس

### الفردي 1
| الحصيلة | الرقم | التاريخ        | الدورة                            | الأرضية | المنافس    | النقاط   |
| الوصيف  | 1.    | أغسطس 15, 1982 | أتلانتا، جورجيا، الولايات المتحدة | صلبة    | كريس إيفرت | 3–6, 1–6 |

### الزوجي 2 (1-1)
| الحصيلة | الرقم | التاريخ         | الدورة                   | الأرضية | الشريك         | المنافسون                | النقاط        |
| الفوز   | 1.    | أبريل 30, 1986  | فينيكس، الولايات المتحدة | صلبة    | بيتسي ناجيلسين | ليندا غيتس أليسيا مولتون | 6–3, 5–7, 6–4 |
| الوصيف  | 2.    | أكتوبر 19, 1986 | طوكيو، اليابان           | ترابية  | بيتسي ناجيلسين | ساندي كولينز شارون والش  | 1–6, 2–6      |

## روابط خارجية
- سوزان ماسكارين على موقع رابطة محترفات التنس (الإنجليزية)
- سوزان ماسكارين على موقع الاتحاد الدولي لكرة المضرب (الإنجليزية)
- سوزان ماسكارين على موقع بطولة ويمبلدون (الإنجليزية)
- سوزان ماسكارين على موقع خلاصة التنس.كوم (الإنجليزية)